# Mervînți, Moghilău
Mervînți (în ucraineană Мервинці) este localitatea de reședință a comunei Mervînți din raionul Moghilău, regiunea Vinnița, Ucraina.

## Demografie
Componența lingvistică a localității Mervînți
     Ucraineană (100%)
Conform recensământului din 2001, toată populația localității Mervînți era vorbitoare de ucraineană (100%).